# Strudà
Strudà is een plaats (frazione) in de Italiaanse gemeente Vernole.